# Philipp Rypinski
Philipp Rypinski (* 3. April 1884 in Bamberg, Deutsches Reich; † 28. Juni 1943 in New York, Bronx, USA) war ein russisch-deutscher Komponist und Kapellmeister.

## Leben
Philipp Rypinski war ein Sohn des Metzgers David Rypinski und dessen Ehefrau Therese, geb. Collin. Im Biographischen Handbuch Würzburger Juden von Reiner Strätz wird der Beruf des Vaters in französischer Sprache, also als Charcutier, angegeben; ebenso wird dort berichtet, dass Rypinski im Jahr 1933 – unter Schwierigkeiten – eingebürgert wurde. Laut dem Historiker Roland Flade stammte das Ehepaar Rypinski aus Russland.
Philipp Rypinski erhielt schon als Fünfjähriger Violin- und Klavierunterricht. Als er zwölf Jahre alt war, zog die Familie nach Nürnberg. Dort besuchte er die Mittelschule, ehe er an eine Musikschule ging. Durch ein Stipendium wurde ihm das Studium am Würzburger Konservatorium für Musik ermöglicht, das er als Kapellmeister abschloss. Er leitete zunächst Chöre in Würzburg und Karlsruhe, dann wurde er Kapellmeister am Staatstheater in Würzburg. 1913 heiratete er die Harfenistin, Sängerin und Musiklehrerin Elsa Buchbinder; 1914 wurde die erste Tochter Traude noch in Würzburg geboren, 1921 kam in Heilbronn die zweite Tochter Ingeborg zur Welt.
Während des oder kurz nach dem Ersten Weltkrieg wechselte Rypinski ans Heilbronner Stadttheater; im Opernhaus an der Heilbronner Allee hatte er insbesondere Erfolge mit Operetten wie der Fledermaus, der Zirkusprinzessin und dem Bettelstudenten, aber auch mit Verdi-Opern oder Georges Bizets Carmen.
Rypinski komponierte auch selbst. Er schrieb unter anderem ein Werk für Chor und Orchester mit dem Titel Drei Wanderer, den balladesken Galan Tod (um 1910) für Violine, Bariton und Klavier, die Oper Die Brautnacht (1920), das symphonische Werk Lieder der Nacht, einen Spanischen Tanz sowie Das Leben ein Traum für Sopran, Tenor, Chor und großes Orchester.
Als Jude wurde er 1933 von seinem Posten in Heilbronn entlassen. 1938 wanderte er mit seiner Frau Elsa in die USA aus, wo er einige Jahre später starb.